# Pascal Thoniel
Pascal Thoniel (1962, Saint-Étienne) est un entrepreneur et auteur de jeux de société français. Il est notamment fondateur et PDG de NTX Research, une entreprise spécialisée dans la cybersécurité.

## Biographie
Pascal Thoniel est né en 1962 à Saint-Étienne.
C'est au Mans qu'il devient auteur de jeux au début des années 1990 avec plusieurs jeux édités chez Habourdin International et chez Jeux Nathan. Le jeu À vos Marques obtient l'As d'Or des jeux de convivialité au Festival International des Jeux de Cannes en 1994. En 1997 il s'éloigne de la création ludique pour travailler dans le domaine de la cybersécurité. Il fonde avec deux associés la société NTX Research SA.
Établi à Paris, il reprend contact avec le monde des jeux et fait éditer en 2005 le jeu Anagramme chez Cocktailgames. Depuis 2006, Pascal Thoniel s'est lancé dans la micro-édition artisanale de jeux sous la marque Carta Games.
En 2011, il entame une collaboration avec l'éditeur Lapigame qui distribue Quick Poker. En 2012, il crée les éditions Cyber Litteris et publie deux livres-jeux numériques : Qui suis-je ? le livre-jeu des personnages célèbres et Que suis-je ? le livre-jeu des cinq sens. En 2014, Cocktailgames sort une nouvelle édition du jeu Anagramme. 
En 2019, Goliath Games édite une nouvelle version du jeu À vos Marques en France et au Royaume Uni (On Your Marks). En 2020, sortie de la version espagnole du jeu À vos Marques : a Sus Marcas. En 2021, c'est le jeune éditeur Laboludic qui édite Lucky Jack, un jeu de cartes créé avec Richard Brault.
En 2023, Lucky Jack commence sa carrière internationale en Pologne chez l'éditeur Muduko et passe avec Laboludic chez Bayard Jeunesse. En 2024, Lucky Jack franchit l'Atlantique pour entrer sur le marché canadien et américain avec l'éditeur FoxMind.
Pascal Thoniel vit actuellement à Poitiers.

## Ludographie

### Seul auteur
- L'Intrus, 1991, Habourdin International
- La Belle et la Bête, 1992, Jeux Nathan
- Les Aventures de Carlos, 1993, Habourdin International
- Aladdin, 1993, Jeux Nathan
- Anagramme, 2005, Cocktailgames
- L'Intrus, 2006, Carta Games
- Quick Poker, 2006, Carta Games
- Dis Ton Mot!, 2006, Carta Games
- Oups! Mon Prénom, 2006, Carta Games
- Expresso (le jeu des expressions imagées), 2006, Carta Games
- Caméléon (jeu de stratégie), 2006, Carta Games
- Who's Who?, 2007, Carta Games

### Avec Pierre Bellet
- À vos marques, 1994, Jeux Nathan
- A vos marques, 2019, Goliath Games

### Avec Richard Brault
- Lucky Jack, 2021, Laboludic - 2023, Bayard Jeunesse